# 화곡초등학교
화곡초등학교는 대한민국 충청북도 영동군 영동읍 영동황간로 662 (주곡리)에 있었던 공립 초등학교이다.

## 연혁
- 1943년 4월 1일 화곡공립국민학교 개교
- 1981년 9월 7일 6개 교실 증축
- 1989년 10월 10일 강당 개축(2실 개조)
- 1996년 3월 1일 화곡초등학교로 개칭
- 1997년 11월 1일 상수도 설치
- 1999년 3월 1일 4학급 편성
- 2001년 2월 28일 폐교로 영동초등학교와 통합